# Edward Osborne Wilson
Edward Osborne Wilson (Birmingham (Alabama), 10 juni 1929 – Burlington (Massachusetts), 26 december 2021) was een Amerikaans bioloog.
Wilson stond onder meer bekend om zijn wetenschappelijk werk op het gebied van biodiversiteit en biogeografie, en van de studie van insecten (entomologie), in het bijzonder van de mieren (myrmecologie). Hij beschreef meer dan 400 nieuwe mierensoorten. Hij was tevens een van de grondleggers van de sociobiologie en een prominent pleitbezorger van natuurbescherming.
Zijn werk werd bekroond met tal van onderscheidingen, waaronder twee Pulitzerprijzen, de National Medal of Science en een met Paul R. Ehrlich gedeelde Crafoordprijs in de levenswetenschappen. Hij was lid van het American Institute of Biological Sciences, dat hem in 1976 de AIBS Distinguished Scientist Award toekende.

## Biografie
Edward Osborne Wilson werd geboren in Birmingham (Alabama). Volgens zijn autobiografie, "Naturalist", groeide hij hoofdzakelijk op in de buurt van Washington D.C. en de landelijke omgeving van de stad Mobile (Alabama). Op jonge leeftijd toonde hij reeds interesse voor de natuur. Zijn ouders, Edward en Inez Wilson, scheidden toen hij zeven was. In datzelfde jaar raakte hij blind aan één oog als gevolg van een ongeval bij het vissen.
Wilson groeide op in verschillende steden en dorpen, rondtrekkend met zijn vader en zijn stiefmoeder. Zijn verminderd vermogen om zoogdieren en vogels te observeren deed hem zijn aandacht verleggen naar insecten. Op negenjarige leeftijd ondernam Wilson zijn eerste expeditie, in het Rock Creek Park in Washington D.C. Met het voornemen entomoloog te worden begon hij op 18-jarige leeftijd vliegen te verzamelen, maar het tekort aan insecten-pinnen, veroorzaakt door de Tweede Wereldoorlog, deed hem overschakelen naar mieren, die in flacons opgeslagen kunnen worden. Aangemoedigd door Marion R. Smith, een myrmecoloog van het National Museum of Natural History te Washington begon Wilson een overzicht van alle mieren van Alabama te maken. Deze studie leidde tot de eerste ontdekking van een kolonie van vuurmieren in de VS, in de buurt van de haven van Mobile.
Uit vrees dat hij het zich niet zou kunnen veroorloven om naar een universiteit te gaan, probeerde Wilson bij het Amerikaanse leger te gaan, met als doel financiële steun te verkrijgen bij de Amerikaanse overheid voor zijn onderwijs, maar hij slaagde niet voor het medisch onderzoek van het leger vanwege zijn verminderde gezichtsvermogen. Uiteindelijk kon Wilson zich toch veroorloven om naar de Universiteit van Alabama te gaan. Daar behaalde hij in 1949 zijn bachelorgraad en in 1950 zijn mastergraad. In 1955 behaalde hij zijn doctoraat aan de Harvard-universiteit. Nadien bleef hij bij Harvard werken, waar hij in 1964 hoogleraar in de dierkunde werd. De rest van zijn carrière bleef hij aan Harvard verbonden.
In 1955 was Wilson gehuwd met Irene Kelley. Samen hadden ze één dochter, Catherine, geboren in 1963. Wilson woonde samen met zijn vrouw in Lexington (Massachusetts).
Hij overleed op 26 december 2021 in Burlington, Massachusetts.

## Werk
Samen met Robert H. MacArthur publiceerde hij in 1967 The Theory of Island Biogeography. In dit boek wordt beschreven hoe de biodiversiteit van een eiland afhankelijk is van de oppervlakte van het eiland en de afstand tot het vasteland, en dit als gevolg van wetmatigheden van kolonisatie, soortvorming en lokaal uitsterven. Dit werk had een grote invloed op de moderne ecologie.
Op grond van gedetailleerde analyses van mieren legde hij met zijn werk "Sociobiology: The New Synthesis" (1975) de basis voor deze tak van de wetenschap. In zijn theorieën over menselijk gedrag (On Human Nature, 1979) stelt Wilson dat naast opvoeding ook erfelijkheid een belangrijke rol speelt. Hij is hiermee een van de grondleggers van de evolutionaire psychologie.
Wilsons onderzoek naar systematiek, ecologie en gedrag van mieren leidde in 1990 tot het encyclopedische werk The Ants, dat hij publiceerde samen met Bert Hölldobler.
In 2007 was Wilson een van de winnaars van de TED-prijs. In de voordracht die hij gaf bij het accepteren van deze prijs, brak hij een lans voor het ontwikkelen van een website die informatie over alle soorten ter wereld publiek toegankelijk zou maken. Dit idee zou later vorm krijgen met de Encyclopedia of Life.
In 2010 publiceerde Wilson voor het eerst een roman, getiteld "Anthill", met autobiografische elementen.